# チグラン・ペトロシアン

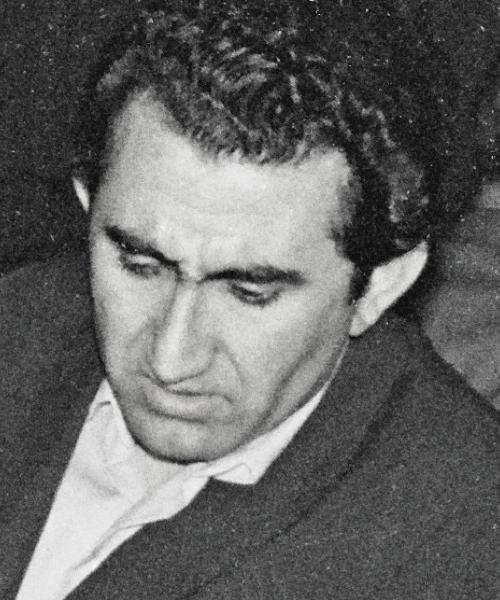
チグラン・ペトロシアン（1961年）

チグラン・ワルタノビッチ・ペトロシアン（英語: Tigran Vartanovich Petrosian、アルメニア語: Տիգրան Վարդանի Պետրոսյան、ロシア語: Тигра́н Варта́нович Петрося́н、1929年6月17日 - 1984年8月13日）はグルジア出身のアルメニア人の元チェスの世界チャンピオン。Ph.D.の学位を持つ。自分からはあまり攻めない地味な棋風で知られ、強固な個性と不撓の意志を持っていたことからくろがねのペトロシアンと呼ばれた。
トビリシ生まれ。子供のころからチェスを指し、1952年にグランドマスターとなった。1959年全ソ選手権に優勝しソビエト連邦チャンピオンとなった。1963年世界チャンピオン・ミハイル・ボトヴィニクへの挑戦者となりボトヴィニクを破り世界チャンピオンとなった。
1966年ボリス・スパスキーが挑戦者となったときはスパスキーを破りタイトルを保持したが、1969年再び挑戦者となったスパスキーに敗れ世界チャンピオンの座をスパスキーに明け渡した。1975年にヴィクトール・コルチノイがスイスに亡命した際は他のソ連のトッププレーヤーとともにコルチノイを批判した。
チェスの週刊誌『64』の編集長を務める等、編集者としても活動した。胃癌のため55歳で死去。